# Oude Toren (buurt)

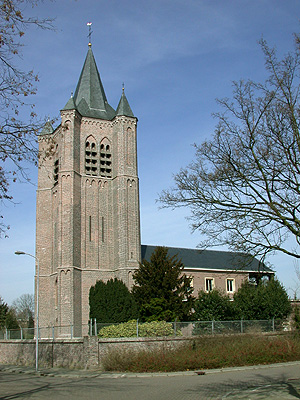
Oude Toren

De Oude Toren is een buurt in het stadsdeel Woensel-Zuid in de stad Eindhoven. De buurt ligt in de wijk Begijnenbroek. Op 1 januari 2023 telde de buurt 1.685 inwoners, verdeeld over 1.045 woningen, met een gemiddelde WOZ-waarde van € 302.000, op een oppervlakte van 0,26 km².
De wijk kenmerkt zich door de hoge leeftijd van de bewoners; meer dan een derde deel is 65 jaar of ouder.

## Oude Toren
De Oude Toren verwijst naar de oude kerktoren die in deze buurt staat. De kerk dateert uit de 15e eeuw. Bij de Oude Toren ligt nu een algemene begraafplaats, waar Frits Philips is begraven. De Oude Toren was onderdeel van de Sint-Petruskerk. Nadat deze kerk werd gesloopt kwam er enkele honderden meters westwaarts een nieuwe Sint-Petruskerk. De Oude Toren is een rijksmonument.

## Foto's

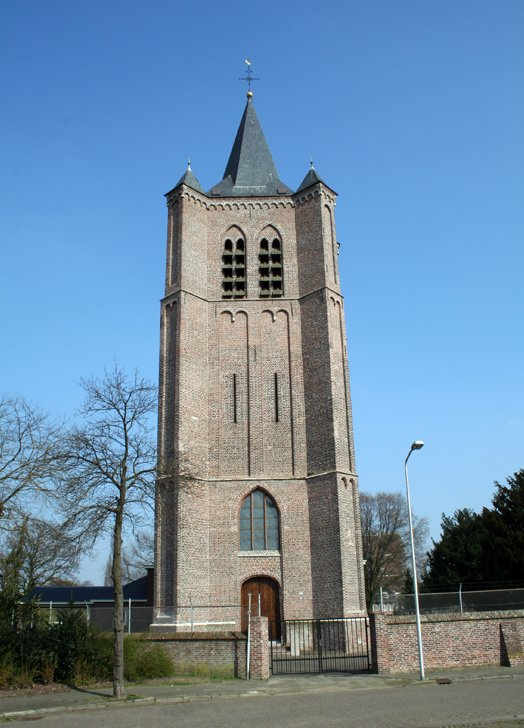
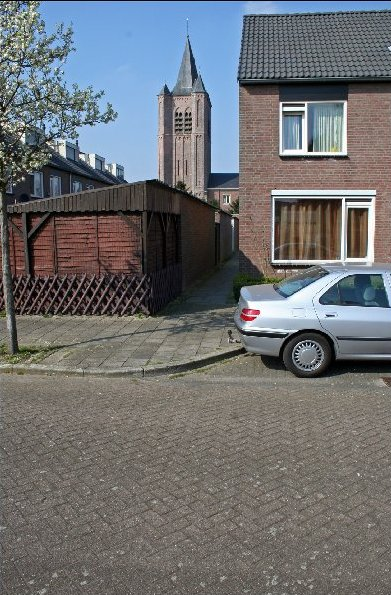
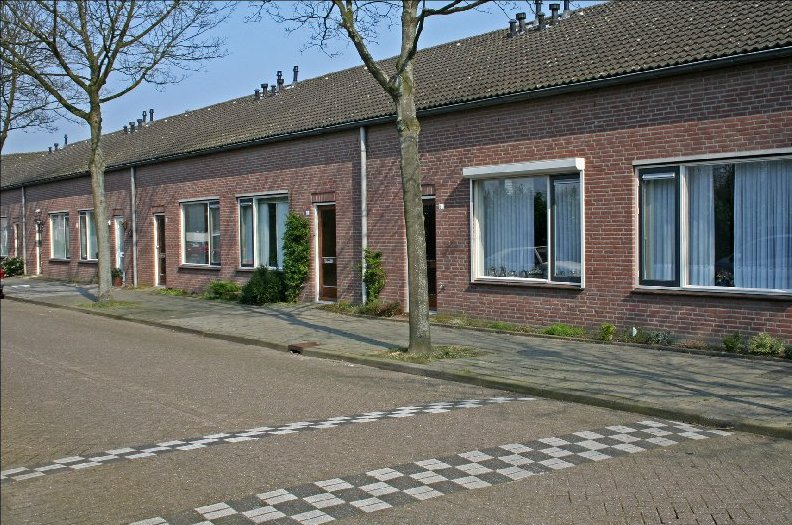
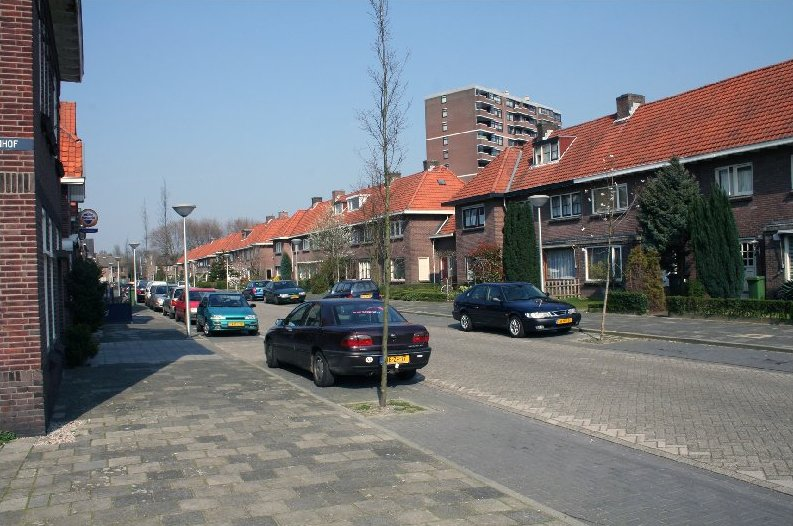
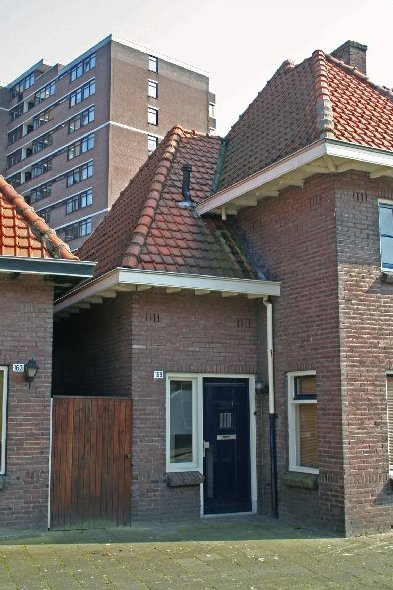
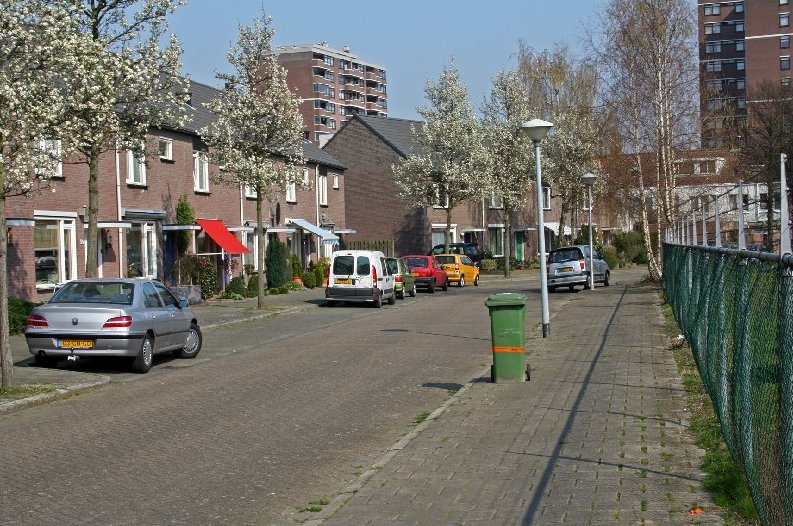
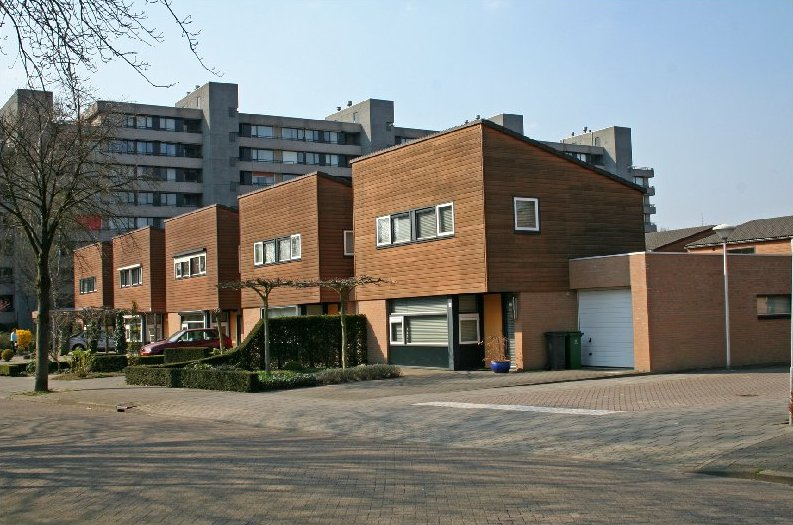
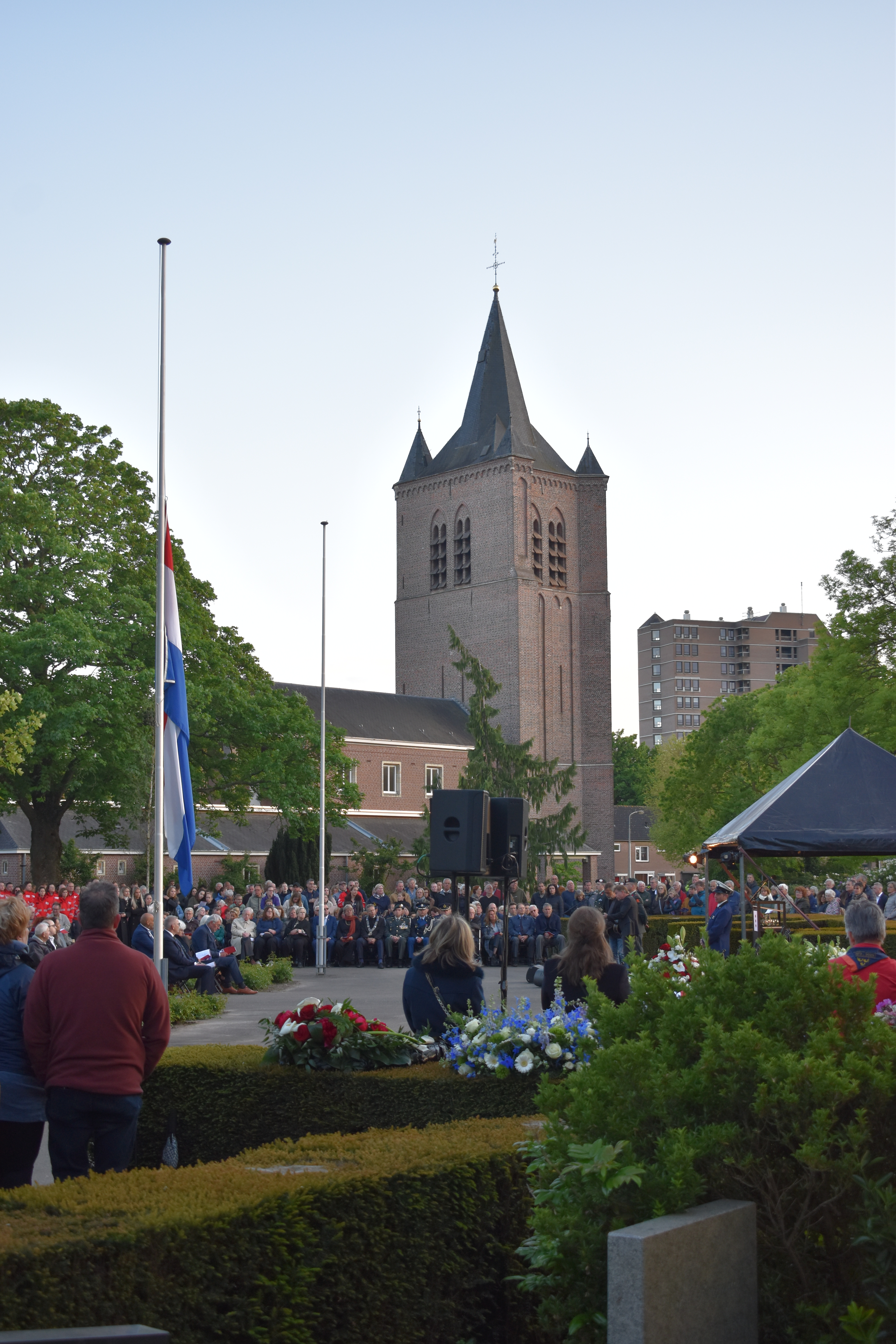
De jaarlijkse Dodenherdenking in Eindhoven op de Gemeentelijke begraafplaats Woensel (2025)